# Championnat des îles Féroé de football 1961
Navigation
Meistaradeildin 1960 Meistaradeildin 1962
C'est le KÍ Klaksvík qui remporte le titre cette année après avoir terminé en tête du classement.

## Les clubs participants
| \| B36 HB KÍ TB \| Localisation des clubs engagés dans le championnat 1961. |
| B36 HB KÍ TB                                                                |

- B36 Tórshavn

- HB Tórshavn - Tenant du Titre

- KÍ Klaksvík

- TB Tvøroyri

## Compétition

### Classement[n 1]
| Rang | Équipe          | Pts | J | G | N | P | Bp | Bc | Diff |
| ---- | --------------- | --- | - | - | - | - | -- | -- | ---- |
| 1    | KÍ Klaksvík     | 10  | 6 | 4 | 2 | 0 | 16 | 4  | +12  |
| 2    | B36 Tórshavn    | 5   | 6 | 2 | 1 | 3 | 16 | 14 | +2   |
| 3    | TB Tvøroyri (C) | 5   | 6 | 2 | 1 | 3 | 8  | 18 | -10  |
| 4    | HB Tórshavn (T) | 4   | 6 | 1 | 2 | 3 | 4  | 8  | -4   |

|  | Vainqueur du championnat 1961                                |
|  | (T) Tenant du titre (C) Vainqueur de la Coupe des îles Féroé |

### Résultats[n 1]
| Résultats (▼dom., ►ext.) | B36 | HB  | KÍ  | TBT |
| B36 Tórshavn             |     | 1-1 | 2-3 | 9-1 |
| HB Tórshavn              | 0-1 |     | 1-2 | 0-3 |
| KÍ Klaksvík              | -   | 1-1 |     | 5-0 |
| TB Tvøroyri              | 4-3 | 0-1 | 0-0 |     |

## Bilan de la saison
| Championnat des îles Féroé de football 1961 |                        |
| Champion                                    | KÍ Klaksvík (8e titre) |
| Coupes et trophées                          |                        |
| Vainqueur de la Coupe des îles Féroé 1961   | TB Tvøroyri            |
| Qualifications continentales                |                        |
| Promotions et relégations                   |                        |
| Promus en Meistaradeildin                   | non                    |
| Relégués en Meðaldeildin                    | non                    |